# Eude Cicerone
Eude Mario Cicerone (L'Aquila, 31 ottobre 1911 – L'Aquila, 18 luglio 1985) è stato un politico italiano.

## Biografia
Operaio, entrò nel Partito Comunista Italiano, della cui federazione cittadina aquilana fu a lungo segretario. Fu dapprima consigliere al comune e poi alla provincia, risultando eletto alla Camera dei deputati nelle elezioni del 1968. Durante l'incarico parlamentare fu membro dapprima della commissione lavori pubblici e poi della commissione trasporti; si distinse inoltre per la denuncia del caso di Matthias Defregger, vescovo tedesco responsabile dell'eccidio nazista di Filetto, e per una proposta di legge con cui si chiedeva il riconoscimento della Medaglia d'Oro della Resistenza alla città dell'Aquila, mai approvato. Morì nel 1985 nella sua città natale e fu sepolto nel cimitero monumentale cittadino.